# Дзета
Ζ, ζ (название: дзе́та, греч. ζήτα, др.-греч. ζῆτα) — 6-я буква греческого алфавита. В системе греческой алфавитной записи чисел имеет числовое значение 7. Происходит от финикийской буквы 𐤆 — зен. От буквы дзета произошли латинская буква Z и кириллическая З.
Новогреческое название — зи́та (ζήτα [ˈzi.ta]).
В современном греческом языке обозначает звук [z]. Произношение в древнегреческом языке точно не известно, существуют две версии — [dz] либо [zd].

## Использование в науке
Строчная буква ζ используется:
в математикекак символ для обозначения дзета-функции Римана.
в коллоидной химиидля обозначения дзета-потенциала.
в гидравликедля обозначения коэффициента гидравлического сопротивления наряду с ξ (буквы часто путают; в некоторых публикациях предложено один считать по скорости потока на входе, другой — по скорости потока на выходе).
в геодезиианомалия высоты (разница между нормальной и геодезической высотами).